# مدير أرشفة جنوم
مدير أرشفة جنوم (بالإنجليزية: GNOME Archive Manager) هو مدير أرشفة ملفات لبيئة سطح مكتب جنوم.

## خصائص
بإمكان مدير أرشفة جنوم القيام بالآتي:
- إنشاء وتعديل الأرشيفات.
- عرض محتويات الأرشيفات.
- عرض ملف موجود في أرشيف.
- فك ضغط ملفات من الأرشيف.

## امتدادات الملفات
يدعم مدير أرشفة جنوم امتدادات الملفات الآتية:
لاحظ: يحتاج مدير أرشفة جنوم إلى الأدوات الأساسية لأرشفة الملفات فهو ليس سوى واجهة لهم.
- 7 زد (.7z)
- ar (.ar)
- أداة برمجية (.arj)
- جي زيب (.tar.gz،.tgz)
- بزيب2 (.tar.bz،.tbz)
- بزيب2 (.tar.bz2،.tbz2)
- compress (.tar.Z،.taz)
- LZO (.tar.lzo،.tzo)
- JAR أرشيفات (.jar،.ear،.war)
- LHA أرشيفات (.lzh)
- RAR أرشيفات (.rar)
- StuffIt أرشيفات (.bin,.sit)
- tar
- ZIP أرشيفات (.zip)
- Zoo أرشيفات (.zoo)
- ملف واحد مضغوط بـ gzip, bzip, bzip2, compress, LZO
- صورة ISOs (.iso) (قراءة فقط)
- DEB (.deb) (قراءة فقط)
- RPM (.rpm) (قراءة فقط)

## أوجه القصور
- لا يقدم مدير أرشفة جنوم واجهة للإعدادات المتقدمة مثل إعداد مستوى الضغط لنوع الأرشيف.

## وصلات خارجية
- الموقع الرسمي
- الوثائق نسخة محفوظة 17 أكتوبر 2012 على موقع واي باك مشين.
- شيفرة المصدر